# Cynan ap Hywel
Cynan ap Hywel (? – † 1003/1005?) était un roi de Gwynedd et de Deheubarth de 999 à 1003 ou 1005.

## Biographie
Cynan était le fils de Hywel le Mauvais. En 999, à la mort de Maredudd ab Owain, qui s'était emparé du Gwynedd en tuant Cadwallon ab Ieuaf, l'oncle d'Hywel, ce dernier reprend son royaume, ramenant sur le trône de Gwynedd la lignée d'Idwal le Chauve dont il était l'arrière-petit-fils.
Le règne de Cynan fut court et on ne sait pas grand-chose de celui-ci. Il mourut en 1005 (ou même 1002 ou 1003 selon le Brut y Tywysogion), et on ne sait pratiquement rien des circonstances qui amenèrent Aeddan ap Blegywryd, qui n'avait,a priori, aucun lien de parenté, à lui succéder sur le trône de Gwynedd. Le  royaume de Deheubarth tombe aux mains des frères Edwin ap Einion et Cadell ap Einion.

## Sources
- (en) Mike Ashley Mammoth Book of British Kings & Queens Robinson (London 1998)  (ISBN 1841190969) « Cynan ab Hywel » p. 350.
- (en) Peter Bartrum, A Welsh classical dictionary: people in history and legend up to about A.D. 1000, Aberystwyth, National Library of Wales, 1993 (ISBN 9780907158738), p. 188 CYNAN ap HYWEL. (d.1003).